# Volgograd (tỉnh)
Volgograd Oblast (tiếng Nga:Волгогра́дская о́бласть, Volgogradskaya oblast) là một chủ thể liên bang của Nga (một tỉnh). Trung tâm hành chính là thành phố Volgograd.
Phía bắc giáp các tỉnh Saratov và Voronezh, phía nam giáp tỉnh Astrakhan và cộng hòa Kalmykia, phía đông giáp tỉnh Tây Kazakhstan của Kazakhstan, phía tây giáp tỉnh Rostov.

## Liên kết
Tư liệu liên quan tới Volgograd Oblast tại Wikimedia Commons
- (tiếng Nga) Official website of Volgograd Oblast Lưu trữ ngày 3 tháng 12 năm 2016 tại Wayback Machine